# Junioreuropamästerskapen i friidrott
Junioreuropamästerskapen i friidrott är Europamästerskap i friidrott för juniorer som organiseras av European Athletic Association (EAA) under det norra halvklotets sommarsäsong. Tävlingarna anordnas vartannat år. De som tävlar i mästerskapen får inte vara yngre än 16 år eller äldre än 19 år gamla. Deltagare som fyller 20 samma år som mästerskapen anordnas får ej deltaga.

## Mästerskap
| Nr | År   | Plats         | Land           |
| -- | ---- | ------------- | -------------- |
| 1  | 1970 | Paris         | Frankrike      |
| 2  | 1973 | Duisburg      | Västtyskland   |
| 3  | 1975 | Aten          | Grekland       |
| 4  | 1977 | Donetsk       | Sovjetunionen  |
| 5  | 1979 | Bydgoszcz     | Polen          |
| 6  | 1981 | Utrecht       | Nederländerna  |
| 7  | 1983 | Schwechat     | Österrike      |
| 8  | 1985 | Cottbus       | Östtyskland    |
| 9  | 1987 | Birmingham    | Storbritannien |
| 10 | 1989 | Varaždin      | Jugoslavien    |
| 11 | 1991 | Thessaloníki  | Grekland       |
| 12 | 1993 | San Sebastián | Spanien        |
| 13 | 1995 | Nyíregyháza   | Ungern         |
| 14 | 1997 | Ljubljana     | Slovenien      |
| 15 | 1999 | Riga          | Lettland       |
| 16 | 2001 | Grosseto      | Italien        |
| 17 | 2003 | Tammerfors    | Finland        |
| 18 | 2005 | Kaunas        | Litauen        |
| 19 | 2007 | Hengelo       | Nederländerna  |
| 20 | 2009 | Novi Sad      | Serbien        |
| 21 | 2011 | Tallinn       | Estland        |
| 22 | 2013 | Rieti         | Italien        |
| 23 | 2015 | Eskilstuna    | Sverige        |
| 24 | 2017 | Grosseto      | Italien        |
| 25 | 2019 | Borås         | Sverige        |
| 26 | 2021 | Tallinn       | Estland        |
| 27 | 2023 | Jerusalem     | Israel         |
| 28 | 2025 | Tammerfors    | Finland        |